# W Delphini
W Delphini (W Del) es una estrella variable en la constelación del Delfín que se localiza 3,5 minutos de arco al oeste de EU Delphini.
Su distancia al sistema solar —unos 2200 años luz— es incierta, ya que el error en la paralaje determinada por el satélite Hipparcos es comparable al valor de la propia medida (1,48 ± 1,33 milisegundos de arco).
W Delphini constituye una binaria cercana «semidesprendida», lo que implica que una de las componentes cede materia a la otra.
La estrella primaria, de tipo espectral A0e  o B9.5Ve, tiene una temperatura efectiva entre 9300 y 9550 K.
Su luminosidad es 38 veces superior a la luminosidad solar y su radio es 2,3 - 2,4 veces más grande que el del Sol.
Tiene una masa entre 2,3 y 2,7 masas solares.
La estrella secundaria es una subgigante amarilla de tipo G5IV con una temperatura efectiva de 4900 K.
Cinco veces más luminosa que el Sol —pero siete veces menos luminosa que su brillante compañera—, tiene un radio de 4,1 - 4,6 radios solares.
Su masa actual es una quinta parte de la de su acompañante.
El período orbital de W Delphini es de 4,80604 días.
Es una binaria eclipsante tipo Algol, estando el plano orbital inclinado 84,5º respecto al plano del cielo.
De magnitud aparente +9,69, su brillo decae 2,64 magnitudes en el eclipse principal —cuando la subgigante intercepta la luz de su compañera más luminosa— y 0,10 magnitudes en el eclipse secundario.